# Clavigesta
Clavigesta is een geslacht van vlinders van de familie bladrollers (Tortricidae).

## Soorten
- C. purdeyi - Kleine dennenbladroller (Durrant, 1911)
- C. sylvestrana - Grote dennenlotbladroller (Curtis, 1850)